# Dom Lustosa

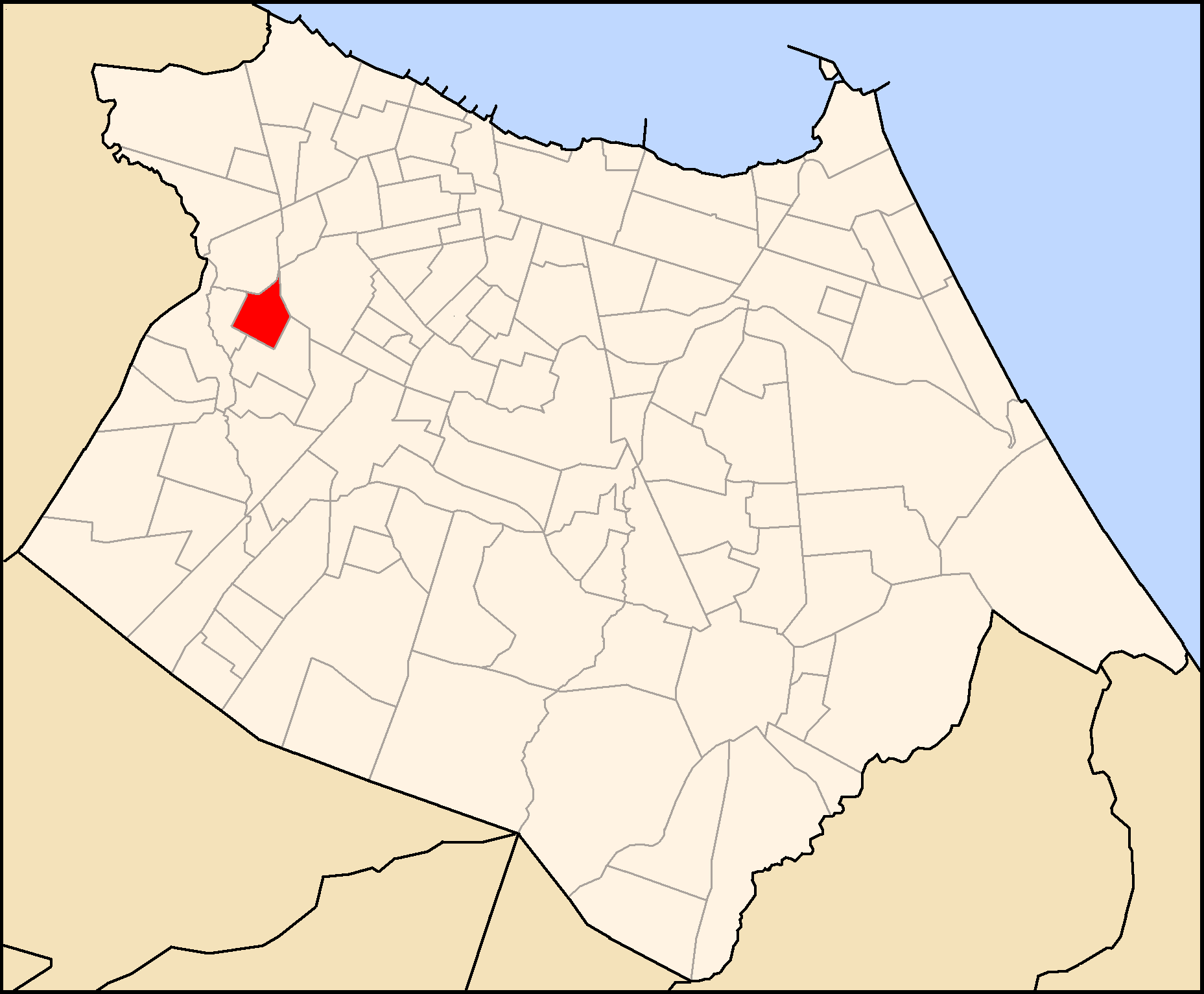
Ubicación del barrio en Fortaleza

Dom Lustosa es un barrio popular del oeste de Fortaleza, Brasil, que forma parte de la Secretaría Regional (SER) III.

## Historia
Las tierras que hoy conforman el barrio Dom Lustosa fueron parte de esta zona y Parangaba transitado los rebaños de ganado a lo largo de la vista de arcilla carretera Parangaba. Esta carretera conecta el Barro Vermelho (Antônio Bezerra) - Parangaba. En este período de la historia aún es posible ver el resto de esta carretera, que ahora se llama Avenida Matos Dourado (más conehcida como Perimetral) / Calle Rui Monte, el sitio Ipanema y otras casas antiguas que muestran el pasado agrícola de este barrio.
Gran parte de estas tierras pertenecían a la familia Pompeu, donde fueron la residencia de verano de la familia. En la década de los 60/70 del siglo XX, la familia Pompeu loteou y vendido estas tierras.
Como parte de este empreendiemnto era una industria textil (Politêxtil, entonces Unitêxtil y ahora Santista). Con la construcción de esta industria ha cambiado el paisaje natural y el arroyo que corría en la corriente de Alagadiço fue excluido y por lo tanto creó la presa de la fábrica.
Con el surgimiento y la lucha política de la junta de vecinos de Parque Santa Lucía (el antiguo nombre del barrio), el barrio se escindió de la vecindad Henrique Jorge. En 1978, con la condición de la vecindad, se pone un nuevo nombre Lustosa Sol, un homenaje a la ex arzobispo de Fortaleza, Dom Antônio de Almeida Lustosa.

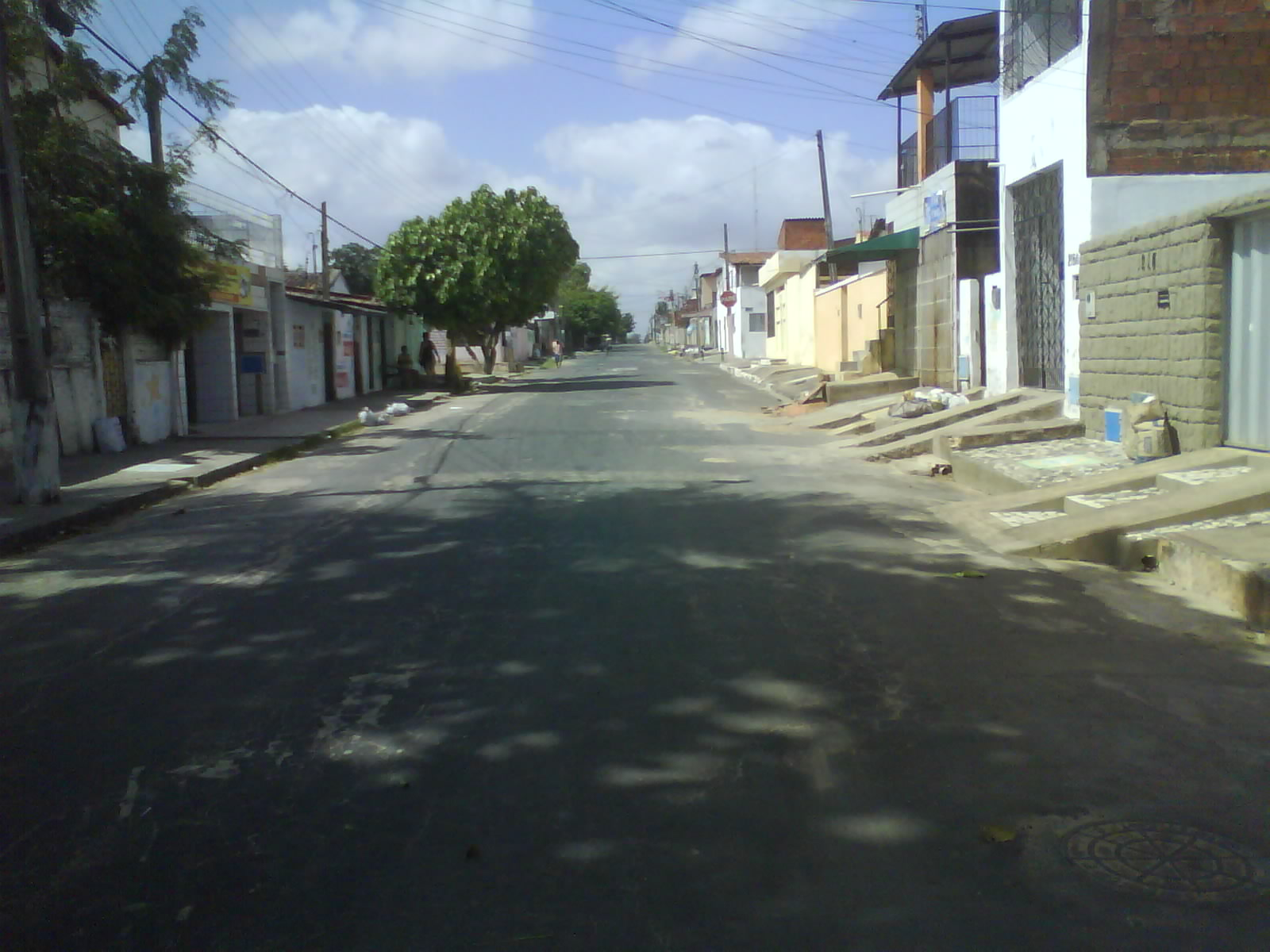
Calle Eurico Medina, una de las primeras del barrio, en las proximidades de la Avenida Perimetral.

### El Pau da Véia
Es una de las comunidades más antiguas en el barrio y uno de los más conocidos del barrio. Un nombre que devuelve el Doña Ana, un residente que tenía su casa junto al arroyo o riachuelo Alagadiço Genibaú, y que en 50 años del siglo pasado, construyó un puente de madera rústica. Con que creó la conexión de este con el barrio Antonio Bezerra, que permitió a los residentes para comprar o vender en la feria famosa.
Hoy en día este es un puente de hormigón, pero los residentes mantienen en la vena expresión Pau, un homenaje al inventor del primer puente.
Otro barrio que se conoce a la bifurcación, el encuentro de las aguas de la corriente con la corriente de los humedales de Cachoeirinha, afluentes del Maranguapinho. Y la sierra de Vacaria.
Capilla de Santa Luzia, Rua Coronel Francisco Bento, uno de los puntos más altos de bairro.A ermita de Santa Luzia, muy conocido en el barrio, los residentes se les ayudó a construir.
Con unos 14.000 habitantes, todos los lunes se celebra una feria en el barrio, concretamente en la Calle Professor Paulo Lopes.

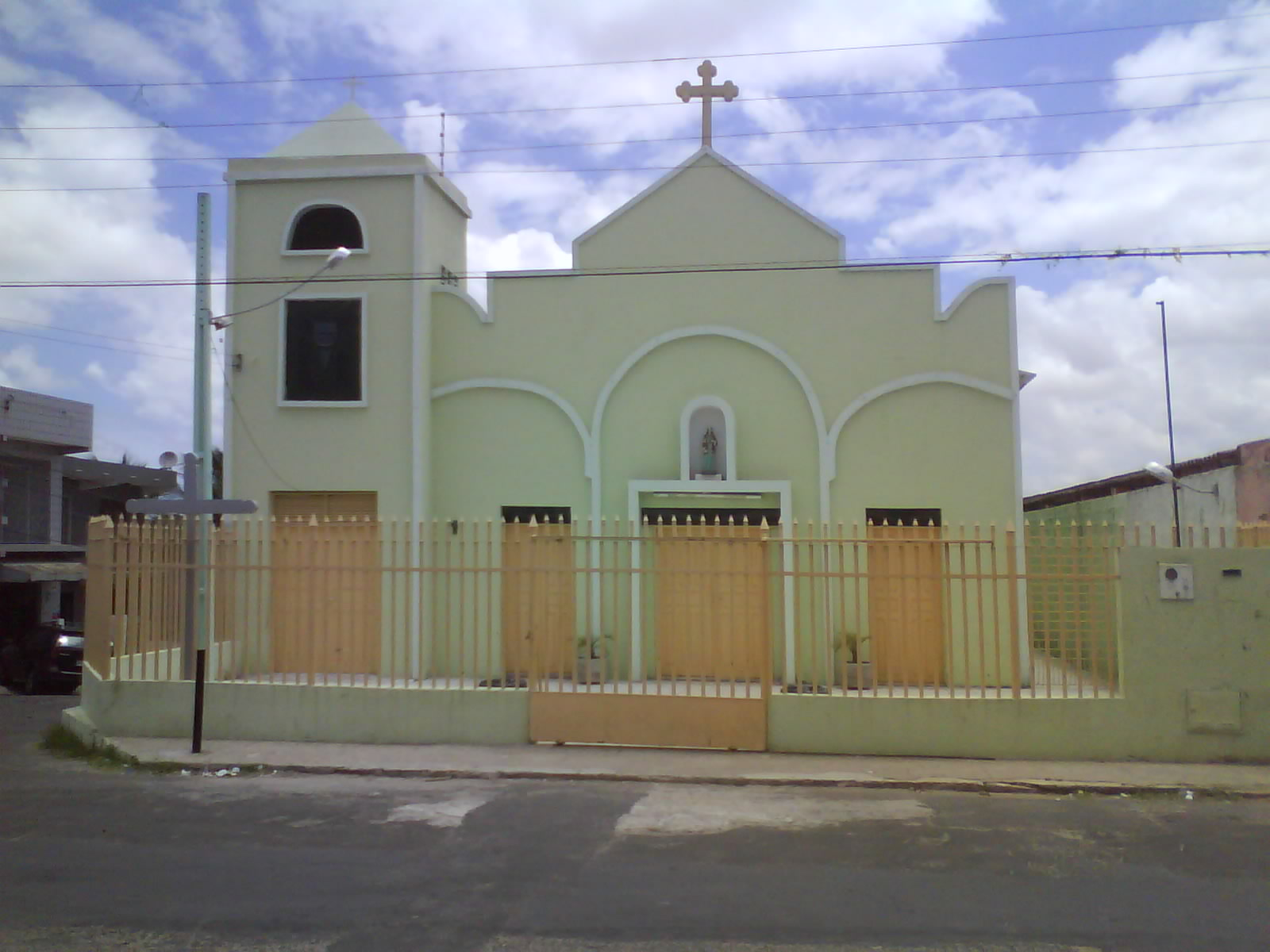
La capilla de Santa Luzia, en la Calle Coronel Francisco Bento

## Límite
- Norte: Corriente del Alagadiço y Avenida Coronel Matos Dourado (con Antônio Bezerra)
- Sur: Avenida Senador Fernandes Távora (Henrique Jorge y Autran Nunes)
- Este: Avenida Coronel Matos Dourado (Perimetral, con Pici y Henrique Jorge)
- Oeste: Calle Cardeal Arcoverde, en la frontera con Autran Nunes

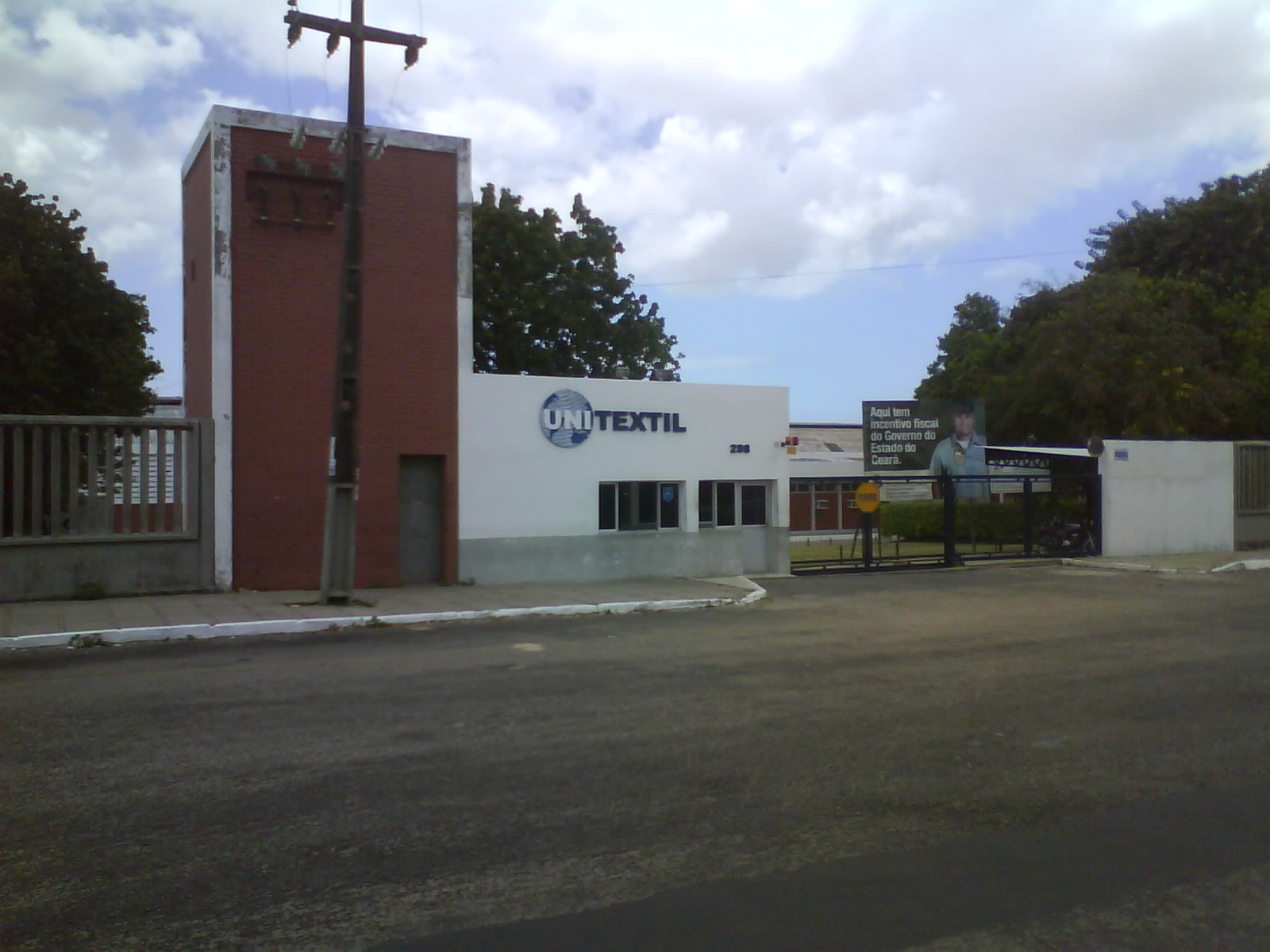
Industria de tejidos Unitêxtil

## Tiendas
En Dom Lustosa se encuentran varios bares (algunos de ellos están en su lugar hace mucho tiempo), la red de farmacias Pague Menos y supermercados Cometa, este último ubicado en la frontera con Henrique Jorge. También se encuentran varios cafés de Internet y las tiendas de video, algunas tiendas de comestibles populares, las academias Dinâmicas y Irmãs Helena, la compañía Unitêxtil, algunas tiendas de ropa como Randelle y algunos apartamentos.

## Institiciones
Hay dos (2) las escuelas privadas, Fernão Dias y Getúlio Vargas, y cuatro escuelas públicas, Justiniano Serpa (el popular "Maria da Hora"), Ayrton Senna, Paulo Freire (antes Centro Educativo Demócrito Rocha) y Waldemar Alcântara. Además, la población local todavía tiene acceso al Centro Social Urbano (CSU) Cesar Cals, de la Regional III, en los distritos fronterizos de Dom Lustosa, Pici y Henrique Jorge, con clínicas y práctica de diferentes deportes y actividades culturales tales como la natación y break dance. La capilla fue la iniciativa del Padre Almeida. La mujer conocida como la Mãe Bia, hijas, nietos y su hijo, son los verdaderos fundadores de la capilla. El área fue adquirida con la ciudad, ya que el rango de la corte (las calles Coronel Francisco Bento, Macapá y Conselheiro Araújo Lima, a unos 50 metros les pertenece a ellos).